# كاس فوكس
كاس فوكس (بالإنجليزية: Cass Fox)‏ هي مغنية بريطانية، ولدت في 24 ديسمبر 1982.

## وصلات خارجية
- كاس فوكس على موقع ميوزك برينز (الإنجليزية)
- كاس فوكس على موقع أول ميوزيك (الإنجليزية)
- كاس فوكس على موقع ديسكوغز (الإنجليزية)